# دهستان سیگار
سیگار دهستانی از توابع بخش مرکزی شهرستان لامرد در جنوب استان فارس در جنوب ایران واقع شده‌است. مرکز این دهستان روستای سیگار است.

## نام
در دوران قدیم دهستان مذکور به نام «سِغار» نامیده می‌شده‌است، گویند وجه تسمیه این روستا را به دلیل وجود سه غار بزرگ که در کوه‌های مشرف به این آبادی وجود دارد می‌دانند.